# Monitor (Alberta)
Pour les articles homonymes, voir Monitor.
Monitor est un hameau (hamlet) de l'Aire spéciale No 4, situé dans la province canadienne d'Alberta.